# 静岡県道375号静岡御前崎自転車道線

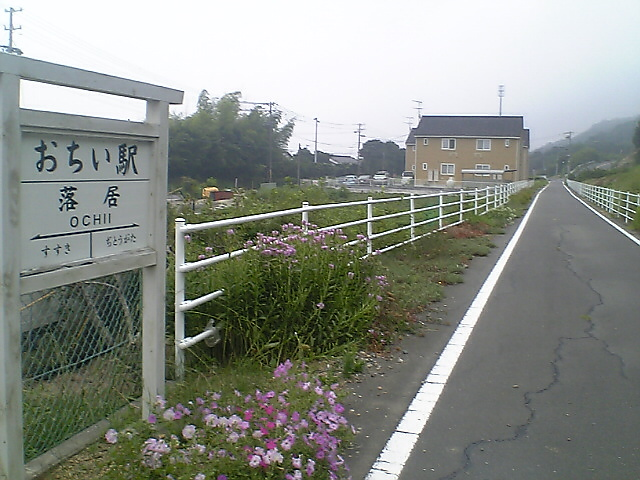
旧・静岡鉄道駿遠線を転用した区間
（牧之原市落居）

静岡県道375号静岡御前崎自転車道線（しずおかけんどう375ごう しずおかおまえざきじてんしゃどうせん）は、静岡県静岡市駿河区、藤枝市、焼津市、榛原郡吉田町、牧之原市、御前崎市を通る自転車道（県道）で、太平洋岸自転車道を構成する路線のひとつである。

## 概要
- 陸上距離：60.9km
- 起点：静岡市駿河区中島（国道150号南安倍川橋東詰）
- 終点：御前崎市御前崎下岬（静岡県道357号佐倉御前崎港線交点）

静岡 - 焼津間は大崩海岸や日本坂トンネルを通らず（静岡-焼津間を直結する大崩以外のトンネルは全て自転車の通行不可）、内陸部の宇津ノ谷峠に迂回している（国1の下り線側「平成のトンネル」に併設の歩道部を通る）。

## 専用区間
- 静岡市駿河区広野 - 同区丸子（丸子川沿い）
- 藤枝市岡部町内谷 - 焼津市中港（朝比奈川、瀬戸川沿い）
- 吉田町大幡 - 牧之原市相良
- 牧之原市相良 - 同市地頭方

吉田町および牧之原市は旧・静岡鉄道駿遠線を転用した区間が多い。このため、該当区間には駅名標を模した看板が設置されている。

## 重複区間
- 国道150号（起点 - 駿河区広野）
- 国道1号（駿河区丸子 - 藤枝市岡部町横添）
- 静岡県道208号藤枝静岡線（藤枝市岡部町横添 - 岡部町内谷）
- 静岡県道416号静岡焼津線（焼津市中港 - 焼津市三和）
- 国道150号（焼津市三和 - 吉田町大幡、富士見橋西詰）
- 静岡県道69号相良大須賀線 （牧之原市相良）
- 臨港道路・港内道路（牧之原市地頭方 - 終点）

## 通過する自治体
- 静岡県
  - 静岡市（駿河区） - 藤枝市 - 焼津市 - 榛原郡吉田町 - 牧之原市 - 御前崎市

## 主な橋・トンネル
- ふるさと大橋（焼津市） - サッポロビール焼津工場への専用線（廃線）を再利用。東海道本線瀬戸川橋梁の西側を並行。
- 小堤山隧道（牧之原市波津） - 静岡鉄道駿遠線（廃線）を補修したレンガ積みのトンネル。